# Нильсен, Ким Милтон
Ким Милтон Нильсен (дат. Kim Milton Nielsen, род. 3 августа 1960, Копенгаген) — датский футбольный судья. Имя Нильсена связано со знаменитым скандалом после удаления Бекхэма на чемпионате мира 1998 года во Франции.

## Биография
Ким Милтон Нильсен начал судейскую карьеру еще в 15 лет, в 1976 году. С 1986 года получил право обслуживать матчи чемпионата Дании, а в 1988 году получил международную категорию ФИФА. Признание к датскому арбитру пришло в 1993 году, когда был назначен на матч Суперкубка Европы между бременским «Вердером» (Германия) и «Барселоной» (Испания). Год спустя, в 1994 году Нильсену доверили финал Кубка УЕФА, а в 1996 году он получил назначение на первый крупный международный турнир — чемпионат Европы. Нильсен отработал на трёх чемпионатах Европы подряд (1996, 2000 и 2004 годов).
В Лиге чемпионов Ким Милтон Нильсен отсудил 65 матчей. В 2004 году он судил финальный матч главного европейского клубного турнира между «Монако» и «Порту».
В 2005 году 45-летний Ким Милтон Нильсен достиг возрастного ограничения УЕФА и завершил карьеру.
По словам Нильсена, наиболее сложными моментами для судей являются эпизоды в штрафной площади.

## Известные удаления
- На чемпионате мира 1998 года датчанин судил матч 1/8 финала между Аргентиной и Англией, в котором удалил Дэвида Бекхэма, который отмахнулся от снёсшего его Диего Симеоне[4][5]. Эпизод произошёл на 45-й минуте, когда Симеоне толкнул Бэкхема на землю, а Бэкхем лёжа поставил аргентинцу подножку, и тот картинно упал, закричав о травме. Английские футболисты не смогли переубедить Нильсена в том, что Симеоне симулировал[6].
- На групповом этапе Лиги чемпионов 2005/2006 Нильсен судил матч между «Вильярреалом» и «Манчестером Юнайтед». Когда форвард «МЮ» Уэйн Руни, получив желтую карточку, саркастически поаплодировал арбитру, Нильсен немедленно показал ему вторую жёлтую[7][8].